# Estadi Olímpic de Lake Placid
L'estadi Olímpic de Lake Placid (en anglès: Lake Placid Speedskating Oval) és un estadi exterior en forma oval situat a la ciutat de Lake Placid (Estat de Nova York, Estats Units d'Amèrica). Fou l'escenari principal de les competicions dels Jocs Olímpics d'Hivern de 1932 i de patinatge de velocitat sobre gel dels Jocs Olímpics d'Hivern de 1980.